# 和田一也
和田 一也（わだ かずや、1947年4月1日- ）は、日本の実業家。東京都出身。ニフティ株式会社常任顧問・元代表取締役社長。

## 人物
東京都出身。1971年、上智大学法学部法律学科卒業後、同年4月、富士通株式会社に入社。
同社経営執行役兼流通・情報営業本部副本部長、経営執行役兼社会基盤ソリューションビジネスグループ副グループ長兼情報メディア事業本部長等を歴任。
その後、2006年、ニフティ株式会社代表取締役副社長兼経営執行役副社長に就任。2007年、同社代表取締役社長兼執行役員社長に就任。2009年、同社代表取締役社長兼執行役員社長から退任し、同社常任顧問に就任。

## 略歴
- 1971年、上智大学法学部法律学科卒業後、同年4月富士通株式会社入社
- 2003年、同社経営執行役兼流通・情報営業本部副本部長
- 2005年、同社経営執行役兼社会基盤ソリューションビジネスグループ副グループ長兼情報メディア事業本部長
- 2006年、ニフティ株式会社代表取締役副社長兼経営執行役副社長
- 2007年、同社代表取締役社長兼執行役員社長
- 2009年、同社常任顧問